# Премія імені Івана Бажанського

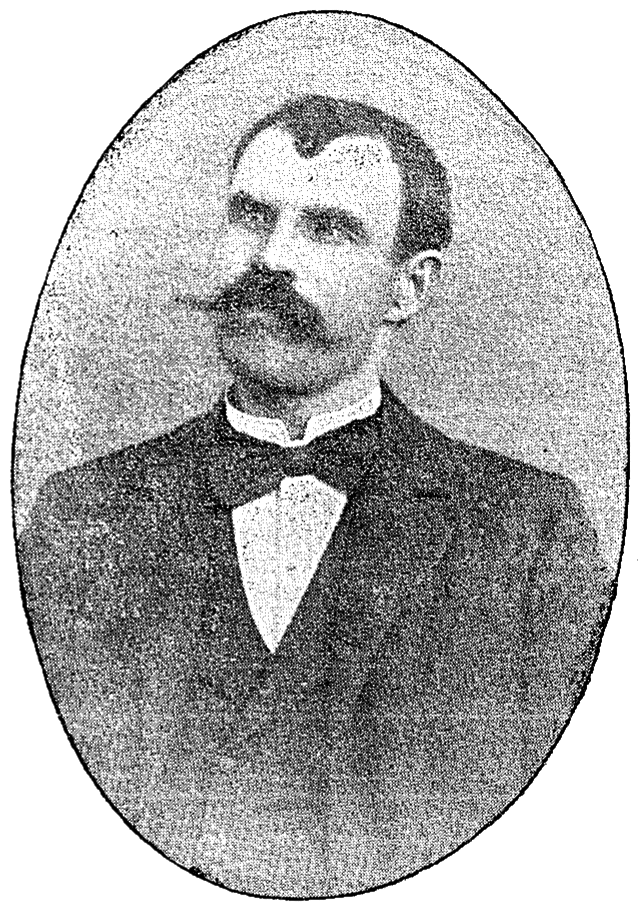
Бажанський Іван Миколайович

Пре́мія і́мені Іва́на Бажа́нського присуджується найкращим працівникам освіти району, які за переконанням колег і громадськості виявляють і розкривають талант вихованця, підтримують розвиток його інтелекту, є активними учасниками відродження національної школи, охорони і збереження культурно-історичних святинь краю.

## Біографічна довідка
Бажанський Іван Миколайович народився 1863 року в селі Дорошівці Заставнівського повіту на Буковині.
Сім'я жила бідно. З надвеликими труднощами батьки зуміли забезпечити навчання сина в учительському інституті в Чернівцях, який він закінчив в 1867 році, успішно склавши іспити з української, німецької і румунської мов.
Працював в багатьох селах і містах Буковини вчителем, директором школи та інспектором.
Одночасно займався літературною роботою: писав вірші, оповідання, публіцистичні статті, в яких порушував гострі соціальні та морально-етичні проблеми того часу. Друкувався в часописах Буковини.
Помер 1933 року.

## Заснування премії
Районна премія Заставнівського району Чернівецької області імені Івана Бажанського заснована районною радою в 1994 році.

## Мета заснування премії
Мета нагородження премією — піднесення ролі та авторитету педагогічної праці, відзначення заслуг учительства у відродженні національної школи в районі.

## Вимоги до претендентів на премію
Кандидати до нагородження мають відповідати таким вимогам:
- — бути втіленням людських ідеалів Добра і Справедливості, взірцем для учнів і колег;
- — активно відроджувати засади національної школи, основою яких є виховання у дітей ідей свободи, рівності, національної і особистої гідності, формування загальнолюдських цінностей, патріотичних почуттів до України;
- — застосовувати у своїй роботі найкращі зразки народної педагогіки та педагогічної науки;
- — стояти на позиціях історичної правди.

## Висунення номінантів на премію
Кандидати для нагородження висуваються педагогічними радами, трудовими колективами освітніх установ та громадськими організаціями.

## Організація присудження премії
Усю роботу по організації та оформленню нагородних документів координує і подає на затвердження голові районної Ради відділ освіти райвиконкому до 16 вересня щорічно.

## Вручення премії
Вручення премії приурочується до професійного свята галузі — Дня працівників освіти.
Визначення кількості премій і їх розмір рішенням районної ради не регламентовано і, очевидно, покладається на відділ освіти райвиконкому.